# Fox Animation
Fox Animation è stato un canale televisivo tematico italiano d'intrattenimento interamente dedicato all'animazione straniera per adulti (escluso The Real Ghostbusters); la programmazione era disponibile anche in inglese. Lo speaker ufficiale del canale era Francesco Cavuoto.

## Storia
Inizialmente il canale era attivo sotto forma di contenitore in sostituzione di Fox +2 nel periodo natalizio nel 2012 e nel 2013. Durante questo periodo, sul contenitore televisivo è apparso anche in prima visione l'ultimo episodio dell'ottava stagione de I Griffin. L'anno successivo, oltre alle nuove stagioni de I Griffin e American Dad!, è stata trasmessa in prima visione la serie animata Brickleberry.
Dal 1º novembre 2014 Fox Animation è diventato un canale a sé stante, sostituendo definitivamente Fox +2.
Dal 6 novembre 2014, a partire dalla quarta stagione, il canale trasmetteva in prima tv gli episodi di Bob's Burgers.
Tra marzo e aprile 2017, Fox Animation ha trasmesso la nona stagione inedita di King of the Hill.
Il 2 luglio 2017, il canale ha trasmesso i due episodi inediti Il provolone terrestre e Proposta infinito della sesta stagione di Futurama, pubblicati precedentemente esclusivamente in DVD.
Dall'ottobre 2018, Fox Animation trasmetteva in prima tv i rimanenti episodi inediti della serie animata Archer, già trasmessa per la prima stagione da FX e pubblicata integramente sul servizio on demand Netflix, mentre dal gennaio 2019 la serie animata The Real Ghostbusters.
Il 1º ottobre 2019, a causa di un mancato rinnovo contrattuale, ha cessato le trasmissioni.

## Palinsesto

### Programmi in onda al momento della chiusura
- I Simpson
- I Griffin (prima TV ep. 8x21)
- Anche I Griffin
- The Cleveland Show

## Ascolti

### Share 24h* di Fox Animation
|      | Gennaio | Febbraio | Marzo | Aprile | Maggio | Giugno | Luglio | Agosto | Settembre | Ottobre | Novembre | Dicembre | Media anno |
| ---- | ------- | -------- | ----- | ------ | ------ | ------ | ------ | ------ | --------- | ------- | -------- | -------- | ---------- |
| 2014 | -       | -        | -     | -      | -      | -      | -      | -      | -         | 0,01%   | 0,17%    | 0,16     | 0,03%      |
| 2015 | 0,13%   | 0,14%    | 0,14% | 0,15%  | 0,14%  | 0,15%  | 0,19%  | 0,19%  | 0,14%     | 0.12%   | 0.11%    | 0,11%    | 0.14%      |
| 2016 | 0,08%   | 0,09%    | 0,07% | 0,07%  | 0,10%  | 0,11%  | 0,13%  | 0,13%  | 0,11%     | 0,09%   | 0,09%    | 0,08%    | 0,09%      |
| 2017 | 0,07%   | 0,07%    | 0,07% | 0,06%  | 0,08%  | 0,08%  | 0,08%  | 0,10%  | 0,09%     | 0,09%   | 0,08%    | 0,08%    | 0,08%      |
| 2018 | 0,07%   | 0,07%    | 0,08% | 0,07%  | 0,08%  | 0,09%  | 0,10%  | 0,11%  | 0,10%     | 0,09%   | 0,08%    | 0,10%    |            |
| 2019 | 0,08%   | 0,06%    | 0,06% | 0,07%  | 0,07%  | 0,09%  | 0,11%  |        |           | -       | -        | -        |            |

* Giorno medio mensile su target individui 4+